# Antonia Maria Laurenti
Antonia Maria Laurenti, känd under sina artistnamn La Coralli och Corallina, död efter år 1741, var en italiensk operasångare (kontraalt). Hon var främst aktiv i Italien. Hon gifte sig 8 mars 1727 med tenoren Felice Novelli, och paret uppträdde därefter ofta mot varandra. Hennes mest kända roller var i Il teatro alla moda av Benedetto Marcello 1720 och La serva favorita av Francesco Mancini i Turin 1730.
Laurenti tillhörde en berömd operafamilj från Bologna och var möjligen dotter till Bartolomeo Girolamo Laurenti. Hennes första dokumenterade operaframträdande var i Padua 1714. Hon var aktiv i Francesco Veracinis operasällskap i Dresden 1719-20, men var i övrigt enbart verksam i Italien, där hon turnerade mellan olika storstäder och ofta spelade huvudrollerna. Hennes sista dokumenterade framträdande ägde rum i Ferrara 1741.      